# Осветник (подводная лодка)
П-3 «Осветник» (сербохорв. П-3 Осветник / P-3 Osvetnik) — югославская дизель-электрическая подводная лодка типа «Осветник», головной корабль проекта. Была построена французской компанией Ateliers et Chantiers de la Loire на заводе в Нанте (Франция); спущена на воду в 1929 году. Двухкорпусная подводная лодка, созданная по проекту Ж. Симоно, напоминавшему проект французских субмарин типа «Сирсе». Подлодка была оснащена шестью 550-мм торпедными аппаратами (четыре носовых, два кормовых), одним 100-мм орудием и одним 40-мм зенитным орудием, глубина погружения достигала 80 м.
В довоенные годы «Осветник» нанёс несколько визитов в порты Средиземноморья. В ходе Апрельской войны 1941 года он был захвачен итальянцами в Которском заливе и переоборудован в учебное судно с номером N 1 и названием «Франческо Рисмондо» (итал. Francesco Rismondo). В сентябре 1943 года после капитуляции Италии подлодка была пущена на слом немцами у берегов Корсики.

## Конструкция
До середины 1920-х годов какой-либо политики в развитии Королевских ВМС Югославии не было, хотя считалось, что контроль над побережьем Адриатического моря при ограниченных ресурсах становился первостепенной задачей. В 1926 году была принята небольшая 10-летняя программа строительства подводных лодок, миноносцев, морских бомбардировщиков и торпедоносцев для обеспечения безопасности югославского побережья. Подводные лодки типа «Осветник» стали одним из новейших приобретений для Югославии, которые могли принять этот новый вызов.
Подводная лодка «Осветник» (сербохорв. Осветник / Osvetnik, букв. «Мститель») была построена в 1929 году по заказу Королевства сербов, хорватов и словенцев французской компанией Ateliers et Chantiers de la Loire в Нанте (Франция). В конструкцию этой подлодки входил двойной корпус, разработанный главным инженером компании Ж. Симоно и характерный также для французских субмарин типа «Сирсе». Как и подводная лодка «Смели» (однотипный корабль), подлодка «Осветник» имела следующие главные размерения: длина — 66,5 м, ширина — 5,4 м, осадка в надводном положении — 3,8 м. Водоизмещение составляло 640 т в надводном положении и 822 т в подводном. Экипаж состоял из 43 человек. Глубина погружения составляла 80 м.
Главную энергетическую установку подлодок типа «Осветник» составляли два дизельных двигателя MAN (в надводном положении) и два электромотора Nancy (в подводном положении). Мощность дизельных двигателей составляла 1100 кВт, мощность электромоторов — 750 кВт. Они позволяли развивать лодке скорость 14,5 узла в надводном положении и 9,2 узла в подводном положении. Вооружение состояло из шести торпедных аппаратов калибра 550 мм (четыре носовых и два кормовых), 100-мм палубного орудия и 40-мм зенитного орудия. Дальность плавания в надводном положении достигала 3500 морских миль при скорости 9 узлов и 75 морских миль при скорости 5 узлов в подводном.

## Служба
Спуск подлодки «Осветник» состоялся 14 января 1929 года, и она стала третьей подлодкой ВМС Королевства сербов, хорватов и словенцев (Королевские военно-морские силы Югославии). 9 декабря 1929 года она вместе с подлодкой «Смели» прибыла в Которский залив. В 1932 году британский военно-морской атташе сообщил, что в связи с сокращением бюджета югославские корабли провели только небольшое количество учений, манёвров или учебных стрельб. В сентябре 1933 года «Осветник» и ещё одна югославская подводная лодка «Небойша» совершили путешествие по южной части Центрального Средиземноморья. В августе 1935 года «Осветник» посетил Мальту в сопровождении подводной лодки «Храбри». В августе 1936 года «Осветник» и «Небойша» посетили греческий остров Корфу.
6 апреля 1941 года нацистская Германия и её союзники напали на Югославию. В это время подлодка «Осветник» находилась в Которском заливе ещё с тремя подлодками своей флотилии. 10 апреля экипажи «Храбри» и «Осветника» получили приказы приступить к операции в итальянском анклаве в провинции Зара на далматинском побережье, но к миссии так и не приступили. 17 апреля «Осветник» захватили итальянские войска силами 17-го армейского корпуса в Которском заливе. Королевские военно-морские силы Италии присвоили подлодке номер N 1 и приняли в состав ВМС благодаря хорошему техническому состоянию.
Подлодка прошла ремонт на верфи в городе Пола на севере Адриатики: было заменено её вооружение и улучшена боевая рубка, а водоизмещение повысилось до 676 т в надводном положении и 835 т в подводном положении. Субмарине присвоили имя «Франческо Рисмондо» в честь уроженца Далмации, итальянского героя Первой мировой войны. Несмотря на её стабильное состояние при погружении и общее время погружения в 35 секунд, в связи с небольшой глубиной и большим возрастом подлодку можно было использовать только в учебных и экспериментальных целях. После заключения перемирия между Италией и антигитлеровской коалицией подводную лодку захватили немцы 14 сентября 1943 года в Бонифачо, на юге Корсики, и спустя четыре дня пустили на слом.